# Buscando la sombra del pasado
 Buscando la sombra del pasado  es una película documental en color de Argentina dirigida por Gerardo Panero que se estrenó en 2004, que se refiere a algunos aspectos de la filmación de la película La sombra del pasado estrenada en 1947, en cuyo guion colaboró Julio Cortázar, si bien años después Manuel Antín hizo tres películas con guiones basados en cuentos de Cortázar: La cifra impar (1962), Circe (1964) e Intimidad de los parques (1965).

## Sinopsis
Entre 1939 y 1944 el escritor Julio Cortázar vivió en la ciudad de Chivilcoy, en cuya Escuela Normal daba clases como profesor de literatura, y era asiduo concurrente a las reuniones de amigos que se hacían en el local de fotografía de Ignacio Tankel, y a propuesta de éste realiza su primera y única participación en un texto cinematográfico{ colaborando en el guion de la película La sombra del pasado que se filmó en Chivilcoy entre agosto y diciembre de 1946 y se estrenó en el cine Metropol, de Chivilcoy, el 25 de mayo de 1947. Sesenta años más tarde la gente de Chivilcoy trata de recordar acerca del film y de la amistad entre Cortázar y Tankel.

## Reparto
- Juan Carlos Cerani …Entrevistado
- Julio Cortázar …Entrevistado
- Carlos Armando Costanzo …Entrevistado
- Nélida Solá	... 	Ella misma
- Ignacio Tankel	... 	Él mismo